# 2009 SZ99
2009 SZ99 es un asteroide que forma parte de los asteroides Atón, descubierto el 22 de septiembre de 2009 por el equipo del Mount Lemmon Survey desde el Observatorio del Monte Lemmon, Arizona, Estados Unidos.

## Designación y nombre
Designado provisionalmente como 2009 SZ99.

## Características orbitales
2009 SZ99 está situado a una distancia media del Sol de 0,8147 ua, pudiendo alejarse hasta 0,9894 ua y acercarse hasta 0,6400 ua. Su excentricidad es 0,214 y la inclinación orbital 21,32 grados. Emplea 268,640 días en completar una órbita alrededor del Sol.

## Características físicas
La magnitud absoluta de 2009 SZ99 es 19,5.